# Sochy svatého Jana Nepomuckého a svatého Floriána v Bílé Vodě
Sochy svatého Jana Nepomuckého a svatého Floriána se nacházejí v Bílé Vodě v okrese Jeseník v Olomouckém kraji. Obě barokní sochy jsou kulturními památkami ČR.

## Popis
Dvě barokní pískovcové plastiky  z druhé poloviny 18. století se nachází na návsi a před piaristickým klášterem.
Socha svatého Floriána stojí na návsi před domem čp. 5. Je asi 3,5 m vysoká hranolovém pískovcovém soklu a jehož přední straně je plastický znak Salm-Neuburský. Světec v nadživotní velikost stojí v kontrapostu pravé nohy v antické zbroji s praporcem v levé ruce a v pravé ruce vědrem hasí hořící dům. Na soklu, který je zčásti pod úrovni terénu, jsou nápis s chronogramem, na přední pod nápisem datum 1766.
Socha svatého Jana Nepomuckého stojí na volném prostranství u potoka před piaristickým klášterem, její datace je kolem roku 1730. Je asi 4 m vysoká pískovcová plastika, která stojí na masívním soklu.V přední části reliefní alianční znak Salm-Neuburgů. Světec stojí na profilované desce v kontrapostu levé nohy v tradičním oděvu s křížem v náručí pravé ruky a biretem v levé ruce. Nad hlavou má kovovou svatozář s hvězdičkami. Socha je ohrazena metrovým ozdobným železným plotem.